# (10090) Sikorsky
(10090) Sikorsky ist ein Asteroid des inneren Hauptgürtels, der von den sowjetischen Astronominnen Ljudmyla Karatschkina und Galina Kastel am 13. Oktober 1990 am Krim-Observatorium in Nautschnyj (IAU-Code 095) entdeckt wurde. Sichtungen des Asteroiden hatte es vorher schon mehrere gegeben: am 9. Dezember 1950 unter der vorläufigen Bezeichnung 1950 XD1 am Palomar-Observatorium in Kalifornien, am 20. September 1979 (1979 SJ12) am schwedischen Observatorium Kvistaberg und am 8. Februar 1988 (1988 CD) am japanischen Geisei-Observatorium.
Der Asteroid gehört der Vesta-Familie an, einer großen Gruppe von Asteroiden, benannt nach (4) Vesta, dem zweitgrößten Asteroiden und drittgrößten Himmelskörper des Hauptgürtels. Die zeitlosen (nichtoskulierenden) Bahnelemente von (10090) Sikorsky sind fast identisch mit denjenigen von fünf kleineren (wenn man von der Absoluten Helligkeit von 15,5, 16,3, 16,8, 17,3 und 17,6 gegenüber 13,4 ausgeht) Asteroiden: (38876) 2000 SX120, (65816) 1996 TW28, (255594) 2006 OE14, (408629) 2014 KM99 und (459602) 2013 HD25.
(10090) Sikorsky wurde am 23. Mai 2000 nach dem Luftfahrtpionier Igor Sikorski (1889–1972) benannt. Schon 1979 war ein Mondkrater der östlichen Mondrückseite nach Sikorski benannt worden: Mondkrater Sikorsky.